# Lakeview (Arkansas)
Lakeview é uma cidade localizada no estado americano de Arkansas, no Condado de Baxter.

## Demografia
Segundo o censo americano de 2000, a sua população era de 763 habitantes.
Em 2006, foi estimada uma população de 824, um aumento de 61 (8.0%).

## Geografia
De acordo com o United States Census Bureau, a localidade tem uma área de 3,0 km², sem área coberta por água.

## Localidades na vizinhança
O diagrama seguinte representa as localidades num raio de 24 km ao redor de Lakeview.